# École (histoire de l'art)
Pour les articles homonymes, voir École (homonymie).
Ne doit pas être confondu avec École d'art, École des beaux-arts ou École supérieure d'art.

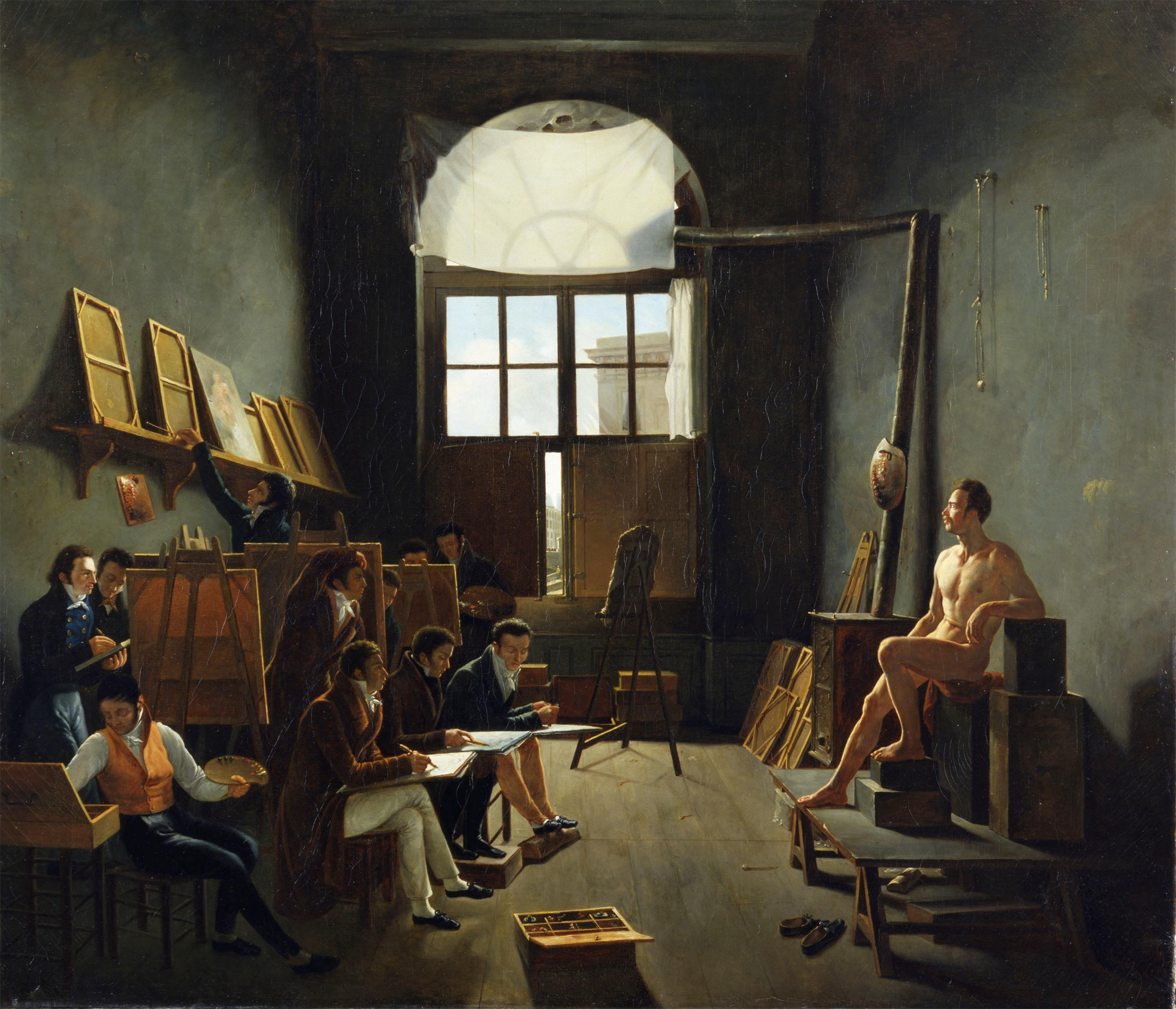
Intérieur de l'atelier de David, huile sur toile de Léon Mathieu Cochereau (entre 1814 et 1817, conservée au musée d'Art de Toledo) : le peintre Jacques-Louis David enseigne son art à de nombreux élèves, qui forment un groupe d'artistes qualifié d'« école ».

En histoire de l'art, une école ou une école artistique est un groupe d'artistes partageant des caractéristiques communes héritées d'un ou de plusieurs maîtres : un espace donné (régional, national), une formation, un idéal, une recherche artistique ou une tradition, ou encore une esthétique « à la manière » d'un maître.
La notion d'école se différencie de celle de mouvement artistique par le rapport entre un disciple et un maître, un principe ou une tradition.
À l'origine, l'aspect géographique est principalement mis en avant : dans les textes de l'Antiquité conservés, les œuvres sont rattachées au lieu d'exposition, mais aussi de réalisation et de formation de l'artiste. C'est également le cas à l'époque moderne, lorsque les premiers auteurs de la Renaissance italienne définissent différentes écoles comme des groupes d'artistes disciples de maîtres au sein d'une cité-État précise.
La notion d'école est remise en question dans l'art contemporain pour son aspect nationaliste, au profit d'analyses sociologiques prenant en compte la diffusion de concepts et principes. La notion de mouvement artistique lui est préférée, pour définir une tendance non-organisée suivie par des artistes singuliers.